# Henry Taylor
Henry Taylor (Oldham, Lancashire, Reino Unido de Gran Bretaña e Irlanda 1885 - íd. Reino Unido 1951) fue un nadador inglés, que destacó en la década de 1900 y de 1910, siendo uno de los nadadores olímpicos más laureados de la historia del Reino Unido al conseguir 8 medallas olímpicas.

## Biografía
Nació el 17 de marzo de 1885 en la ciudad de Oldham, una población situada en el Gran Mánchester, que en aquellos momentos formaba parte del Reino Unido de la Gran Bretaña.
Murió el 28 de febrero de 1951 en su residencia de Olham.

## Carrera deportiva
Participó, a los 21 años, en los Juegos Intercalados de 1906 realizados en Atenas (Grecia) donde, contra todo pronóstico, consiguió ganar la medalla de oro en la prueba de 1 milla, la medalla de plata en la prueba de los 400 metros libres y la medalla de bronce en los relevos 4x250 metros libres.
En los Juegos Olímpicos de Londres 1908 realizados en Londres (Reino Unido) se convirtió en una de las estrellas de los Juegos Olímpicos en conseguir  tres medallas de oro, estableciendo asimismo varios récords del mundo, en las pruebas de 400 metros libres, 1500 m libres y relevos 4 x 200 m libres. Con este éxito se convirtió en el único británico en conseguir ganar tres medallas de oro en unos mismos Juegos hasta 2008, cuando el ciclista Chris Hoy lo volvió a hacer. Participó en los Juegos Olímpicos de 1912 realizados en Estocolmo (Suecia) donde consiguió ganar la medalla de bronce en los relevos 4 x 200 metros libres, y cayó en semifinales de los 400 m libres y los 1500 m libres. A los 35 años participó en los Juegos Olímpicos de 1920 realizados en Amberes (Bélgica), donde volvió a ganar la medalla de bronce en los relevos 4 x 200 m libres y cayó en semifinales de los 400 m libres y en la primera ronda de los 1500 m libres.